# Cephalium

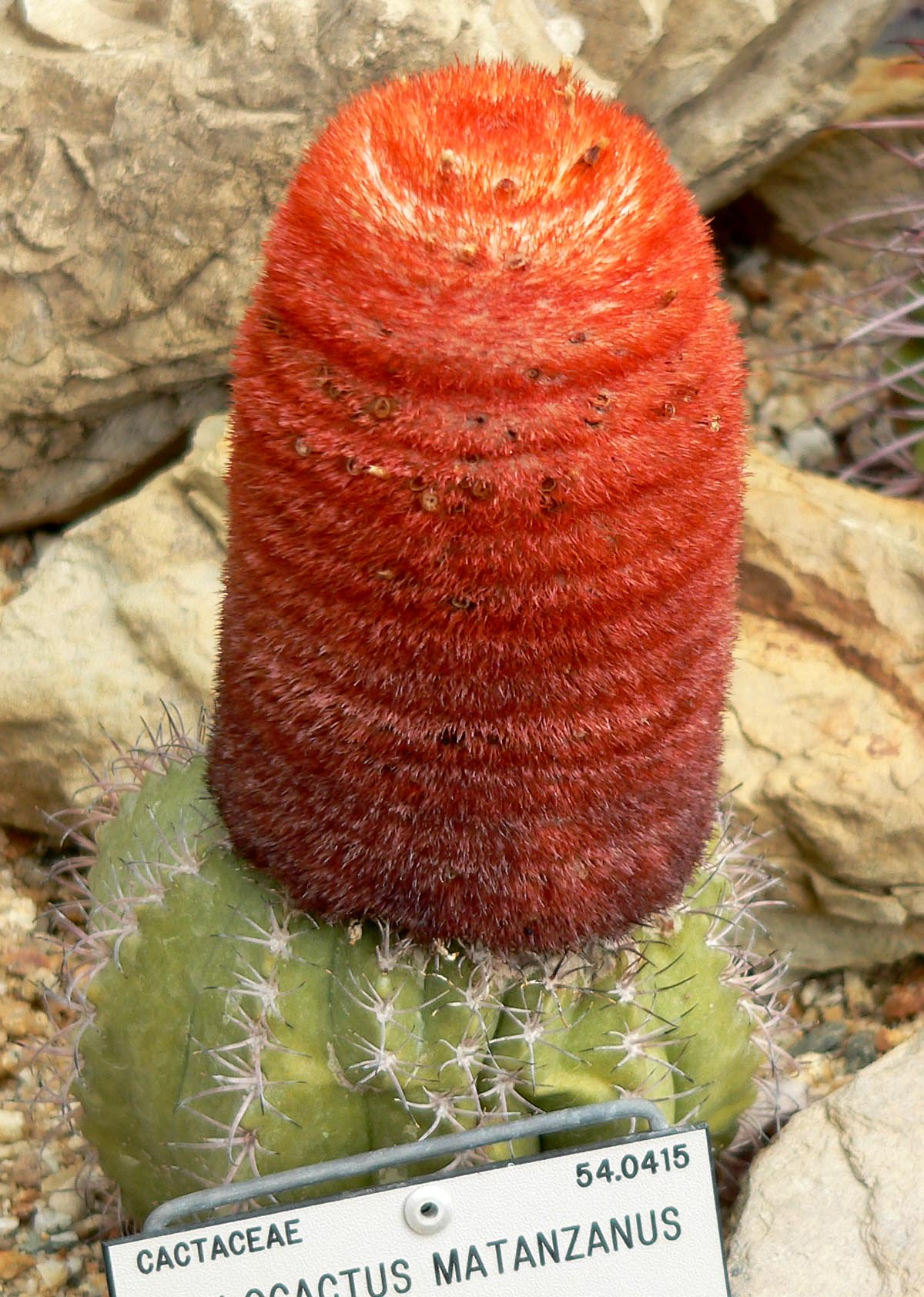
Endständiges Cephalium bei Melocactus matanzanus

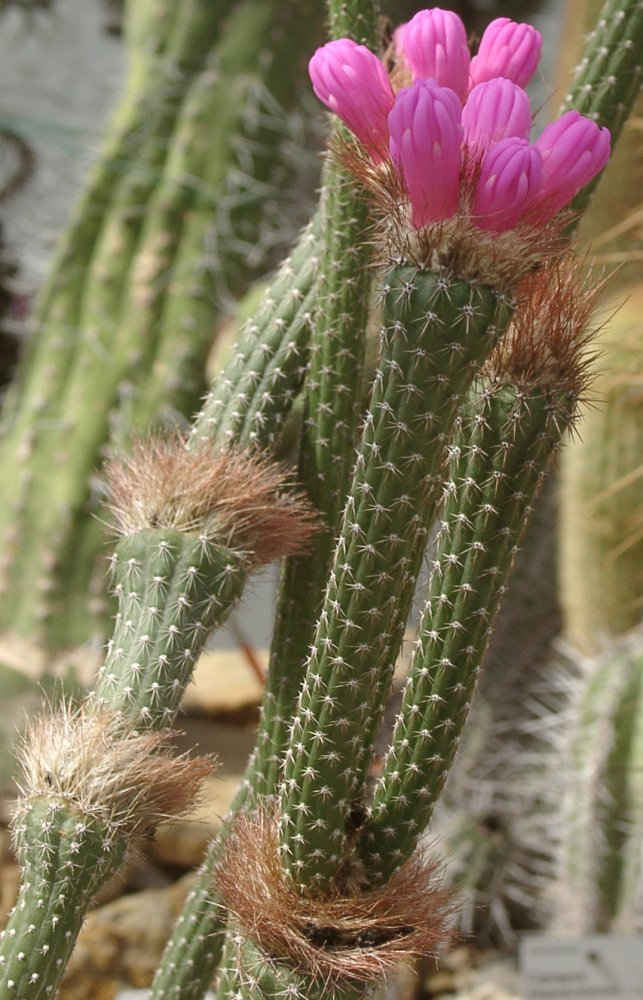
Durchwachsene Cephalien bei Arrojadoa penicillata

Cephalien (gr. κεφαλή kephalē „Kopf“) sind auffällige Blütenstandszonen, die von einigen Kakteengewächsen gebildet werden. Sie treten nur in relativ wenigen Gattungen auf und sind dann für diese Gattungen typisch. Kakteen, die Cephalien ausbilden, blühen ausschließlich in diesen abgetrennten Zonen. Die Vorteile der Zusammenfassung von Blüten in einem Cephalium gegenüber einzeln stehenden Blüten sind sowohl der bessere Schutz von Blüten und Früchten als auch der höhere optische Reiz auf Bestäuber.
Entwicklungsgeschichtlich sind vier verschiedene Ausprägungen zu unterscheiden.
- Pseudocephalien („falsche Cephalien“) sind Bereiche mit verstärkter Haarbildung auf Areolen ansonsten morphologisch normaler Sprosse. Sie treten beispielsweise bei einzelnen Arten der Gattungen Cereus und Cleistocactus auf.
- Echte Cephalien sind Bereiche mit stark verstärkter Woll- und Borstenbildung nicht nur der Areolen, sondern auch der sie umgebenden Epidermis. Im Extremfall sind alle Epidermiszellen des Cephaliums zu Trichomen umgestaltet.
  - Spaltcephalien entstehen seitenständig und sind typischerweise spalt- oder rinnenförmig in die Sprossachsen eingesenkt. Sie treten meist einseitig auf, manchmal auch auf mehreren Seiten oder können selten auch mantelförmig die gesamten Sprossachsen umfassen. Der Längenwuchs der Sprosse wird hierdurch jedoch nicht eingeschränkt. Spaltcephalien sind typisch für die Gattungen Cephalocereus, Coleocephalocereus, Espostoa, Facheiroa, Micranthocereus, Pachycereus, Pilosocereus und Stephanocereus.
  - In der Gattung Arrojadoa werden die Cephalien am Ende jeder Vegetationsperiode endständig gebildet, dann aber in der neuen Vegetationsperiode durchwachsen. So bilden sie Ringe, die den jährlichen Wuchs der Sprosse dokumentieren.
  - In den Gattungen Melocactus und Discocactus werden die Cephalien endständig gebildet, jedoch nicht durchwachsen, und begrenzen so den Längenwuchs der Pflanzenkörper. Die Cephalien sind stark von den Pflanzenkörpern abgesetzt, meist deutlich dünner als diese, bei Discocactus eher klein und flach, bei Melocactus aber bis zu etwa 50 cm hoch.